# Campionati europei di lotta 2007
I campionati europei di lotta 2007 sono stati la 59ª edizione della manifestazione continentale organizzata dalla FILA. Si sono svolti dal 17 al 22 aprile 2007 presso il Palazzo degli Sport d'Inverno di Sofia, in Bulgaria.

## Partecipanti
Alla competizione parteciparono complessivamente 429 lottatori (177 di lotta greco-romana, 148 di lotta libera maschile e 104 di lotta libera femminile), in rappresentanza di 39 distinte federazioni nazionali europee affiliate alla FILA.
- Albania
- Germania
- Armenia
- Austria
- Azerbaigian
- Bielorussia
- Bulgaria
- Cipro
- Croazia

- Slovacchia
- Slovenia
- Spagna
- Estonia
- Finlandia
- Francia
- Georgia
- Grecia
- Ungheria
- Irlanda

- Israele
- Italia
- Lettonia
- Lituania
- Macedonia
- Moldavia
- Norvegia
- Paesi Bassi
- Polonia
- Portogallo

- Gran Bretagna
- Rep. Ceca
- Romania
- Russia
- Serbia
- Svezia
- Svizzera
- Turchia
- Ucraina

## Podi

### Lotta greco-romana maschile
| Evento | Oro                         | Argento                    | Bronzo                         |
| 55 kg  | Rövşən Bayramov Azerbaigian | Zaur Kuramagomedov Russia  | Kristijan Fris Serbia          |
| 55 kg  | Rövşən Bayramov Azerbaigian | Zaur Kuramagomedov Russia  | Vugar Rakhimov Ucraina         |
| 60 kg  | Eusebiu Diaconu Romania     | Stig-André Berge Norvegia  | Suren Gevorkian Ucraina        |
| 60 kg  | Eusebiu Diaconu Romania     | Stig-André Berge Norvegia  | Jarkko Ala-Huikku Finlandia    |
| 66 kg  | Nikolay Gergov Bulgaria     | Oleksandr Khvoshch Ucraina | Marcus Thätner Germania        |
| 66 kg  | Nikolay Gergov Bulgaria     | Oleksandr Khvoshch Ucraina | Refik Ayvazoğlu Turchia        |
| 74 kg  | Manuchar Kvirkvelia Georgia | Reto Bucher Svizzera       | Mikhail Ivanchenko Russia      |
| 74 kg  | Manuchar Kvirkvelia Georgia | Reto Bucher Svizzera       | Valdemaras Venckaitis Lituania |
| 84 kg  | Aleksej Mišin Russia        | Jan Fischer Germania       | Andrea Minguzzi Italia         |
| 84 kg  | Aleksej Mišin Russia        | Jan Fischer Germania       | Mélonin Noumonvi Francia       |
| 96 kg  | Ramaz Nozadze Georgia       | Jimmy Lidberg Svezia       | Vasili Teplujov Russia         |
| 96 kg  | Ramaz Nozadze Georgia       | Jimmy Lidberg Svezia       | Balázs Kiss Ungheria           |
| 120 kg | Khasan Baroev Russia        | David Vala Rep. Ceca       | Jalmar Sjöberg Svezia          |
| 120 kg | Khasan Baroev Russia        | David Vala Rep. Ceca       | İsmail Güzel Turchia           |

### Lotta libera maschile
| Evento | Oro                              | Argento                     | Bronzo                               |
| 55 kg  | Besik Kudukhov Russia            | Marcel Ewald Germania       | Sezar Akgül Turchia                  |
| 55 kg  | Besik Kudukhov Russia            | Marcel Ewald Germania       | Radoslav Velikov Bulgaria            |
| 60 kg  | Vasyl Fedoryshyn Ucraina         | Anatoli Guidea Bulgaria     | Gergõ Wöller Ungheria                |
| 60 kg  | Vasyl Fedoryshyn Ucraina         | Anatoli Guidea Bulgaria     | Murad Ramazanov Macedonia del Nord   |
| 66 kg  | Albert Batyrov Bielorussia       | Irbek Farniev Russia        | Serafim Barzakov Bulgaria            |
| 66 kg  | Albert Batyrov Bielorussia       | Irbek Farniev Russia        | Ramazan Şahin Turchia                |
| 74 kg  | Makhach Murtazaliev Russia       | Gela Saghirashvili Georgia  | Çamsulvara Çamsulvarayev Azerbaigian |
| 74 kg  | Makhach Murtazaliev Russia       | Gela Saghirashvili Georgia  | Emzarios Bentinidis Grecia           |
| 84 kg  | Georgy Ketoev Russia             | Taras Danko Ucraina         | Árpád Ritter Ungheria                |
| 84 kg  | Georgy Ketoev Russia             | Taras Danko Ucraina         | Serhat Balcı Turchia                 |
| 96 kg  | Shirvani Muradov Russia          | Ruslan Sheikhau Bielorussia | Shamil Gitinov Armenia               |
| 96 kg  | Shirvani Muradov Russia          | Ruslan Sheikhau Bielorussia | Giorgi Gogshelidze Georgia           |
| 120 kg | Kuramagomed Kuramagomedov Russia | Serhii Priadun Ucraina      | Alex Modebadze Georgia               |
| 120 kg | Kuramagomed Kuramagomedov Russia | Serhii Priadun Ucraina      | Fatih Çakıroğlu Turchia              |

### Lotta libera femminile
| Evento | Oro                        | Argento                          | Bronzo                       |
| 48 kg  | Lorisa Oorzhak Russia      | Fracine de Paola-Martinez Italia | Sofia Mattsson Svezia        |
| 48 kg  | Lorisa Oorzhak Russia      | Fracine de Paola-Martinez Italia | Brigitte Wagner Germania     |
| 51 kg  | Zamira Rakhmanova Russia   | Estera Dobre Romania             | Emese Barka Ungheria         |
| 51 kg  | Zamira Rakhmanova Russia   | Estera Dobre Romania             | María del Mar Serrano Spagna |
| 55 kg  | Natalia Golts Russia       | Nataliya Synyshyn Ucraina        | Anna Gomis Francia           |
| 55 kg  | Natalia Golts Russia       | Nataliya Synyshyn Ucraina        | Sofia Poumpouridou Grecia    |
| 59 kg  | Ida-Theres Karlsson Svezia | Marianna Sastin Ungheria         | Galina Legenkina Russia      |
| 59 kg  | Ida-Theres Karlsson Svezia | Marianna Sastin Ungheria         | Anna Zwirydowska Polonia     |
| 63 kg  | Stefanie Stüber Germania   | Alena Kartashova Russia          | Monika Ewa Michalik Polonia  |
| 63 kg  | Stefanie Stüber Germania   | Alena Kartashova Russia          | Hanna Vasylenko Ucraina      |
| 67 kg  | Anna Polovnena Russia      | Kateryna Burmistrova Ucraina     | Maria Müller Germania        |
| 67 kg  | Anna Polovnena Russia      | Kateryna Burmistrova Ucraina     | Irina Tsirkevich Bielorussia |
| 72 kg  | Stanka Zlateva Bulgaria    | Svetlana Saenko Ucraina          | Guzel Manyurova Russia       |
| 72 kg  | Stanka Zlateva Bulgaria    | Svetlana Saenko Ucraina          | Agnieszka Wieszczek Polonia  |

## Medagliere
| Pos.   | Paese       | Oro | Argento | Bronzo | Totale |
| ------ | ----------- | --- | ------- | ------ | ------ |
| 1      | Russia      | 11  | 3       | 4      | 18     |
| 2      | Bulgaria    | 2   | 1       | 2      | 5      |
| 2      | Georgia     | 2   | 1       | 2      | 5      |
| 4      | Ucraina     | 1   | 6       | 3      | 10     |
| 5      | Germania    | 1   | 2       | 3      | 6      |
| 6      | Svezia      | 1   | 1       | 2      | 4      |
| 7      | Bielorussia | 1   | 1       | 1      | 3      |
| 8      | Romania     | 1   | 1       | 0      | 2      |
| 9      | Azerbaigian | 1   | 0       | 1      | 2      |
| 10     | Ungheria    | 0   | 1       | 4      | 5      |
| 11     | Italia      | 0   | 1       | 1      | 2      |
| 12     | Norvegia    | 0   | 1       | 0      | 1      |
| 12     | Rep. Ceca   | 0   | 1       | 0      | 1      |
| 12     | Svizzera    | 0   | 1       | 0      | 1      |
| 15     | Turchia     | 0   | 0       | 6      | 6      |
| 16     | Polonia     | 0   | 0       | 3      | 3      |
| 17     | Francia     | 0   | 0       | 2      | 2      |
| 17     | Grecia      | 0   | 0       | 2      | 2      |
| 19     | Armenia     | 0   | 0       | 1      | 1      |
| 19     | Spagna      | 0   | 0       | 1      | 1      |
| 19     | Finlandia   | 0   | 0       | 1      | 1      |
| 19     | Lituania    | 0   | 0       | 1      | 1      |
| 19     | Macedonia   | 0   | 0       | 1      | 1      |
| 19     | Serbia      | 0   | 0       | 1      | 1      |
| Totale | Totale      | 21  | 21      | 42     | 84     |